# Eurukuttarus nigra
Eurukuttarus nigra är en fjärilsart som beskrevs av George Francis Hampson 1893. Eurukuttarus nigra ingår i släktet Eurukuttarus och familjen säckspinnare. Inga underarter finns listade i Catalogue of Life.